# Platymeris rhadamanthus
Platymeris rhadamanthus es una especie de insecto del género Platymeris, pertenecientes a la familia de las chinches asesinas (Reduviidae). Es conocida como la chinche asesina de las manchas rojas.

## Descripción
Platymeris rhadamanthus puede alcanzar una longitud de entre 3,8 y 4 centímetros. El color básico del cuerpo es negro, con manchas anaranjadas o rojas en el élitro. Las piernas están cubiertas de pelo corto y los fémures están cruzados por una banda roja. Tanto la forma de color de la mancha naranja como la de la mancha roja tienen los mismos caracteres morfológicos, incluida la morfología de los genitales masculinos y femeninos. Este depredador nocturno es venenoso, y posee en las piezas bucales en forma de aguja diseñadas para succionar los jugos de otros insectos. Tiene una picadura dolorosa, comparable a la de un avispón. Se alimenta de pequeños invertebrados, pero principalmente de los escarabajos rinoceronte.
Históricamente, la forma de color naranja también ha sido conocida como Platymeris sp. "Mombo" en el mercado comercial de mascotas, sin embargo, ahora se sabe que es una forma de color de P. rhadamanthus.

## Distribución y hábitat
Esta especie prefiere áreas abiertas con poca participación de vegetación arbórea. Se lo puede encontrar en varios países de África, como Angola, Burundi, República Democrática del Congo, Gabón, Kenia, Malawi, Mozambique, República de Sudáfrica, Tanzania, Zambia y Zanzíbar.